# Андриевский, Александр Николаевич
Алекса́ндр Никола́евич Андрие́вский (11 февраля 1899 года,Санкт-Петербург —  4 сентября 1983 года, Москва) — советский кинорежиссёр, сценарист, организатор кинопроизводства. Заслуженный деятель искусств РСФСР (1965).

## Биография
Родился 11 февраля 1899 года в Санкт-Петербурге, мать из дворян, учительница. Отца не знал, считался незаконнорожденным.
С 1911 по 1916 год учился в Царскосельском реальном училище в Пушкине. С 1916 по 1918 год — на физико-математическом факультете Петроградского университета. В 1918 году — на юридическом факультете Харьковского университета и в Харьковской драматической студии Николая Синельникова.
В 1918 году выступал на сцене драматической студии Синельникова в Харькове (Оргон в «Тартюфе»). С 1919 по 1920 год был постановщиком и руководителем Драматической студии Политотдела 14-й армии. В июне 1920 года вступил в РКП(б).
С 1920 по 1921 год работал постановщиком в Харьковском драматическом театре.
С 1921 по 1929 год служил в Красной армии, работал в органах суда и прокуратуры. Был следователем по особым делам Военной коллегии Верховного трибунала при ВЦИК, заместителем наркома юстиции Туркменской ССР.
С 1929 года работал начальником сценарного отдела и заведующим производством, затем — режиссёром киностудии «Межрабпомфильм». Его первой режиссёрской работой стал фильм «Гибель сенсации» (1934) о человекообразных машинах-роботах.
С 1934 по 1937 год учился в режиссёрской академии при ВГИКе.
Наряду с Семёном Ивановым был создателем отечественного стереокино по безочковому методу. В 1941 году снял первый полнометражный стереофильм-концерт «Земля молодости» (оператор Дмитрий Суренский).
В 1942—1944 годах работал управляющим «Союзинторгкино» Комитета по делам кинематографии при Совнаркоме СССР.
В 1944—1949 годах был директором, художественным и научным руководителем лаборатории «Стереокино».
В 1949—1950 годах — председатель Правления и генеральный директор советско-немецкого акционерного общества ДЕФА, председатель художественного совета ДЕФА, представитель объединения «Совэкспортфильм» в Берлине.
В 1950—1952 годах — главный редактор, начальник сценарно-редакционного отдела киностудии «Мосфильм», по совместительству — директор Студии киноактёра при «Мосфильме».
В 1952—1954 годах работал генеральным директором киностудии Wien-Film в Австрии.
С 1954 года был режиссёром киностудии имени Горького. В 1970 году снял стереофильм «Парад аттракционов» по советскому методу «Стерео-70».
С 1968 по 1978 год преподавал режиссуру на сценарном, киноведческом, актёрском и художественном факультетах ВГИКа.

## Фильмография

### Режиссёр
- 1935 — Гибель сенсации
- 1939 — Молодые капитаны
- 1941 — Земля молодости
- 1946 — Робинзон Крузо
- 1970 — Парад аттракционов
- 1978 — Замурованные в стекле

### Сценарист
- 1931 — Забыть нельзя
- 1931 — Механический предатель
- 1931 — Сорок сердец
- 1946 — Робинзон Крузо
- 1970 — Парад аттракционов
- 1978 — Замурованные в стекле

### Монтажёр
- 1935 — Гибель сенсации

### Режиссёр дубляжа
- 1942 — Быть или не быть / To Be or Not to Be
- 1945 — Дети райка / Les enfants du paradis
- 1953 — Повесть о бедных влюблённых / Cronache di poveri amanti
- 1954 — Красное и чёрное / Le rouge et le noir
- 1955 — Фальшивая монета / Istoria mias kalpikis liras
- 1956 — Я ищу тебя / Ich suche dich
- 1957 — Шляпа пана Анатоля / Kapelusz pana Anatola
- 1958 — Ключ / The Key
- 1958 — Девица Розмари / Das Mädchen Rosemarie
- 1958 — Закон есть закон / La legge è legge
- 1959 — Генерал делла Ровере / Il Generale della Rovere
- 1961 — Кто вы, доктор Зорге? / Qui êtes-vous, Monsieur Sorge?
- 1961 — Профессор Мамлок / Professor Mamlock
- 1961 — Безмолвные следы / Milczace slady
- 1961 — Всё золото мира / Tout l'or du monde
- 1961 — Два господина N / Dwaj panowie N
- 1962 — Исполнитель обета / O Pagador de Promessas
- 1963 — Жерминаль / Germinal
- 1964 — Рукопись, найденная в Сарагосе / Rekopis znaleziony w Saragossie
- 1966 — Гайдуки / Haiducii
- 1966 — Нагая пастушка / Nahá pastýrka
- 1967 — Вестерплатте / Westerplatte
- 1968 — Мне было девятнадцать / Ich war neunzehn
- 1972 — Берегись Зузу / Khally ballak men ZouZou
- 1973 — Убийство Маттеоти / Il delitto Matteotti
- 1973 — Зануда / L'emmerdeur
- 1973 — Терпкий виноград
- 1974 — Волшебных дел мастер / Hans Röckle und der Teufel
- 1974 — Алиса здесь больше не живёт / Alice Doesn't Live Here Anymore
- 1974 — Мы так любили друг друга / C'eravamo tanto amati

## Награды и звания
- Орден Октябрьской Революции (3 сентября 1974 года) — за заслуги в развитии советской кинематографии и активное участие в коммунистическом воспитании трудящихся[3].
- Орден Трудового Красного Знамени (6 марта 1950 года) — за выдающиеся заслуги в развитии советской кинематографии, в связи с 30-летием[4].
- Орден «Знак Почёта» (14 апреля 1944 года) — за успешную работу в области советской кинематографии в дни Отечественной войны и выпуск высокохудожественных кинокартин[5].
- Заслуженный деятель искусств РСФСР (26 ноября 1965 года) — за заслуги в области советского киноискусства[6].